# Festival du film européen de Houlgate
Le festival du film européen de Houlgate est un festival présentant un panorama du cinéma d'auteur européen.

## Présentation
Chaque édition se déroule en octobre durant une semaine dans la ville de Houlgate (Calvados), dans une salle de cinéma de 256 places depuis l'année 2001 par Arnaud Crochard.
Il y est présenté une sélection d'avant-premières, de courts-métrages, de vidéos d'arts précédant chaque séance ainsi que des rencontres et leçons de cinéma. Le festival intègre également une séance de ciné-concert durant la semaine.
Il est organisé par Sylvain de Creyssac, et depuis 2019 soutenu par la participation du Fonds régional d'art contemporain de Normandie-Caen.
Le Petit Futé évoque régulièrement le festival lors de sa publication annuelle, comme en 2019 et en 2020.

## Édition 2021 (20eédition)
L'édition de 2021 a eu lieu du 20 au 26 octobre. Le festival fête ses 20 ans et présente 22 avant-premières,, avec un record d'affluence, malgré l'absence de ciné-concert.

### Longs métrages et avant premières
- Compartiment no 6 de Juho Kuosmanen - Avant première
- Las niñas, de Pilar Palomero - Avant-première
- Great freedom , 	de Sebastian Meise - Avant-première
- La croisade , de Louis Garrel - Avant-première
- Vous ne désirez que moi, de Claire Simon - Avant-première
- De son vivant d'Emmanuelle Bercot - Avant-première
- Pingouin & Goéland et leurs 500 petits de Michel Leclerc - Avant-première suivie d'une rencontre avec le réalisateur Michel Leclerc.
- Lynx de Laurent Geslin[12] - Avant-première
- Arthur Rambo	de Laurent Cantet - Avant-première
- Les Olympiades de Jacques Audiard - Avant-première
- Petite leçon d'amour d'Eve Deboise - Avant-première suivie d'une rencontre avec la réalisatrice Eve Deboise
- Pleasure	de Ninja Thyberg - Avant-première
- Les Elfkins : opération pâtisserie de Ute von Münchow-Pohl - Avant-première
- La pièce rapportée de Antonin Peretjatko - Avant-première
- Tre piani de Nanni Moretti - Avant-première
- Mes frères et moi de Yohan Manca - Avant-première
- Olga d'Elie Grappe[13] - Avant-première
- Les voisins de mes voisins sont mes voisins d'Anne-Laure Daffis et Léo Marchand[14] - Avant-première
- Tromperie d'Arnaud Desplechin - Avant-première
- Julie (en 12 chapitres) 	de Joachim Trier
- A bout de souffle	de Jean-Luc Godard, projection suivie d'une leçon de cinéma avec Youri Deschamps
- Où est Anne Frank ! 	film d'animation d'Ari Folman - Avant-première
- Rien à foutre d'Emmanuel Marre et Julie Lecoustre - Avant-première
- Un endroit comme un autre d'Uberto Pasolini - Avant-première
- Aline de Valérie Lemercier - Avant-première

### Documentaire
- I am Greta	de Nathan Grossman

### Courts métrages
- Untitled 1 de Masha Godovannaya - 4 min 00 s - (Russie)
- From Maria de Ana Moreira - 1 min 00 s (Portugal)
- Protocole sandwich de Valérie Bousquie, Joséphine Meis, Côme Roy - 5 min 50 s - (France)
- Per tutta la vida de Roberto Catani - 5 min 20 s - (Italie)
- Thermostat 6 de Marion Coudert, Sixtine Dano, Mylène Cominotti - 4 min 48 s - (Grande-Bretagne)
- Cadavre exquis de Valérie Mréjen - 5 min 00 s - (France)
- Ces petites heures de Judith Herbert, Inès Brini, Julien Cortey - 4 min 23 s - (France)
- La distance entre le ciel et nous de Kekatos Vasilis - 8 min 40 s - (Grèce)
- Tea time on hip hop nation de Kelly Fulton - 4 min 37 s - (Grande-Bretagne)
- Clumsy little acts of tenderness de Miia Tervo - 8 min 56 s - (Finlande)
- Love is blind de Dan Hodgson - 6 min 00 s - (Grande-Bretagne)
- Une histoire d'eau de Jean Luc Godard et François Truffaut - 12 min 00 s - (France)
- Dimanche soir de Solange Martin - 5 min 35 s - (France)

### Vidéos
- Brouillard, passage 14 d’Alexandre Larose – 10 min – 2013 (Canada)
- The Stream VIII de Sakurai Hirova -6 min 54 s - 2017 (Japon)- 6 min 54 s
- Somewhere We Live in Little Loops de Guli Silberstein – 5 min 49 s - 2020 (Grande-Bretagne)[15]
- Carnet perçu de Pierre Villemin 21 min - 2020 (France)[16]
- Displaced de Bettina Hoffmann 7 min 14 s - 2020 (Allemagne)
- Serial Parallels de Max Hattler (en) 9 min - 2019 (Allemagne)[17]

## Édition 2020 (19eédition)
Cette édition, qui s'est déroulée du 14 au 20 octobre, est marquée par la mise en place de règles sanitaires strictes. Pour cette édition qui présente 25 films dont 18 avant-premières, Sylvain de Cressac, directeur du festival, met en avant 3 films : Drunk de Thomas Vinterberg, Des hommes de Lucas Belvaux et Un triomphe d'Emmanuel Courcol. Ce festival est l'occasion de la venue de Jean-Pierre Améris, Ariane Doublet et Naël Marandin venus présenter leurs films. La leçon de cinéma de Youri Deschamps portera sur le film de Joseph Losey : Monsieur Klein. Cette édition a réuni 2055 spectateurs.

## Édition 2019 (18eédition)
Cette 18e édition se déroule du 16 au 22 octobre. Le festival est soutenu par le Fonds régional d'art contemporain de Normandie-Caen. Parmi les 23 films dont 15 avant-premières, les derniers films de Costa Gavras et Ken Loach... La leçon de cinéma porte sur La Solitude du coureur de fond (film), film réalisé en 1962 par Tony Richardson. Une rencontre avec Pascal Bonitzer est organisée; le ciné concert présente La chute de la maison Usher de Jean Epstein. Record de participation avec 20191 spectateurs payant.

## Édition 2018 (17eédition)
Programmation de l'édition:

### Longs métrages et avant premières
- Quién te cantará de Carlos Vermut - Espagne - Avant-Première
- Diamantino de Gabriel Abrantes et Daniel Schmidt - Portugal - Avant-Première
- Tout ce qu'il me reste de la révolution de Judith Davis - France
- À la recherche d'Ingmar Bergman de Margarethe von Trotta - Allemagne, France
- Le temps des forêts de François-Xavier Drouet - France
- Monika d'Ingmar Bergman - Suède - Suivi d'une leçon de cinéma de Youri Deschamps
- Le Rat scélérat de Jeroen Jaspaert - France
- Carmen et Lola d'Arantxa Echevarría - Espagne - Avant-Première
- Premières solitudes de Claire Simon - France - Avant-Première
- Kursk de Thomas Vinterberg - Film Danois, Français, Belge, Luxembourgeois - Avant-Première
- Touch Me Not d'Adina Pintilie - Film Roumain, Allemand, Tchèque, Bulgare, Français - Avant-Première
- Le Quatuor à cornes de Benjamin Botella, Emmanuelle Gorgiard et Pascale Hecquet - France, Belgique
- Paddy, la petite souris de Linda Hambäck - Suède
- En liberté ! de Pierre Salvadori - France - Avant-Première
- Silvio et les autres de Paolo Sorrentino - Italie - Avant-Première
- NØrdman de Robin Buisson et Romain Fisson-Edeline - France - Avant-Première, en présence des réalisateurs
- Euforia de Valeria Golino - Italie - Avant-Première
- Mauvaises herbes de Kheiron - France - Avant-Première
- Comme elle vient de Swen de Pauw - France - Avant-Première, séance suivie d'une rencontre avec Georges Federmann
- Ága de Milko Lazarov - Bulgarie, Allemagne, France - Avant-Première

### Ciné-concert
- L'Homme à la caméra de Dziga Vertov sur une musique de Pierre Boespflug joué en direct par l'auteur.

### Courts-métrages
- Deux mains de Mickael Barocas - 3 min 38 s France
- La jungle de Victor Ohmer - 14 min 56 s France
- Une sale histoire de Daniel Jenny – 19 min France
- Berceuse pour 17 gratte-ciels.... d'Antoine Janot - 2 min 20 s France
- Coach de Ben Adler - 14 min 12 s Grande-Bretagne
- Un grand soir de Judith Davis – 12 min France
- By the kiss de Yann Gonzalez – 5 min France
- Our wonderful nature de Tomer Eshed - 3 min 32 s Grande-Bretagne
- I follow you de Jonathan Etzler - 3 min 17 s Suède
- D'ombres et d'ailes de Elice Meng et Eleonora Marinoni - 12 min 55 s France-Suisse
- The reflexion of power de Mihai Grecu – 9 min France
- Le skate moderne de Antoine Besse - 6 min 43 s France
- Wind de Robert Löbel - 3 min 49 s Allemagne

### Vidéos d'arts
- La cime du saule de Thibault Jehanne – 2 min 10 s
- La fête nationale de Thibault Jehanne – 4 min 04 s
- Je t’aimerai toujours d’Olivier Jagut – 14 min 30 s

## Édition 2017 (16eédition)
Du 18 au 24 octobre, cette édition du festival est marquée par la présence d'Ariane Doublet venue présenter son documentaire Les réfugiés de Saint-Jouin, celle de Jean-Gabriel Périot qui présente des courts-métrages ainsi que son premier long-métrage, Une jeunesse allemandeainsi que d'Emmanuel Matte acteur du film Pour le réconfort.
La direction du festival met en avant 3 films :
Le film d'animation est également représenté. Cinq jeunes réalisateurs sont présents pour présenter leur films de fin d'étude et évoquer les techniques.
Le premier d’entre eux sera programmé mercredi 18 octobre, à 20 h 30. Il s’agit de Brødre, documentaire norvégien de Aslaug Holm; Corps et Âme, d'Ildiko Enyedi, film ayant été distingué par l’ours d’or au Festival de Berlin en 2017; Faute d’amour de Andreï Zviaguintsev, grand prix du festival de Cannes
La leçon de cinéma de Youri Deschamps porte sur le film de Louis Malle, Ascenseur pour l'échafaud sorti en 1958.

## Édition 2016 (15eédition)
Cette édition présente le film d'animation Louise en hiver de Jean-François Laguionie

## Édition 2015 (14eédition)
Cette édition se déroule du 14 au 20 octobre et présente 14 avant-premières sur les 22 films présentés. La leçon de cinéma de Youri Deschamps porte sur  La vieille dame indigne film de René Allio sorti en 1965. Une rencontre avec le psychiatre Georges Federmann est également programmée à la suite d’un documentaire filmé dans son cabinet.

## Édition 2014 (13eédition)
Du 14 au 24 octobre, le festival propose 22 films dont 14 en avant-premières.

## Édition 2013 (12eédition)
- Ciné concert : Aelita (film)[29].

## Édition 2012 (11eédition)
- Ciné concert : Metropolis (film, 1927)[29]

## Édition 2006 (5eédition)
- du 28 septembre au 1 octobre[30]

## Édition 2001 (1reédition)
- Première édition du festival[31].

## Sources
- Festival du film Européen
- Ouest-France 2017[32]
- Ouest-France, le club de motoball au festival du film européen, 2018[33],[34]
- L’Europe cinématographique fait son festival, Ouest-France, 2018
- 14e édition du Festival du film européen, 2015[35]
- France 3 LOCB, 2014[36], 2015[37], 2019[38]